# Агрон Буджаку
Агрон Буджаку (на македонска литературна норма: Агрон Буџаку; на албански: Agron Buxhaku) е политик от Северна Македония.

## Биография
Роден е през 1957 година в град Дебър. По образование е политолог. През 2004 година за няколко месеца е министър на транспорта и връзките. Членува в Демократичния съюз за интеграция.. Депутат е в периода 2002 – 2006 година.
През 2009 г. е назначен за посланик на Република Македония във Франция, а през 2013 г. започва втори мандат като посланик във Франция.